# Бабово
Бàбово е село в Северна България. То се намира в община Сливо поле, област Русе.

## География
Село Бабово се намира в североизточна България, на 2 км от брега на река Дунав, на високо плато, което защитава селото от пролетното пълноводие на реката.

## История
В землището на селото в природен парк „Калимок-Бръшлен“ е разкритра антична гробница под форма на могилен насип с височина около 8 метра и диаметър, при основата 42 метра. Състои се от четири последователно свързани помещения – преддверие, дромос (коридор), второ преддверие и гробна камера. В северната страна е разположен входът на гробницата, който днес е запечатан, а гробницата е ограбена още в древността. Счита се за една от най-големите в днешните български земи, като вероятно е принадлежала на някой виден гражданин от тракийски произход и членовете на неговото семейство. По откритите находки след ограбването се предполага, че гробницата е използвана до IV век след Христа. Строителството е изпълнено от обработени каменни блокове за стените и тухли за полуцилиндричните сводове.
Местната легенда за историята на селото разказва, че то се заражда от намиращ се на пътя хан. Ханът е бил притежание на една баба, която е била много добра домакиня и готвачка. С годините започват да се заселват хора около хана и от там идва името на селото Бабово.
Селото е обновено през 1950-те години по време на индустриализацията на страната. Тогава населението е било над хиляда души, но постепенно намалява. Интересът към селото се възражда, заради спокойствието и красивата природа. През 2006 г. са предприети ремонтни работи с цел подобряване на инфраструктурата на селото.

## Население
| \| Година на преброяване \| Численост \| \| --------------------- \| --------- \| \| 1934 \| 1441 \| \| 1946 \| 1470 \| \| 1956 \| 1479 \| \| 1965 \| 1388 \| \| 1975 \| 1245 \| \| 1985 \| 919 \| \| 1992 \| 829 \| \| 2001 \| 709 \| \| 2011 \| 449 \| \| 2021 \| 367 \| |           |
| Година на преброяване | Численост |
| 1934 | 1441      |
| 1946 | 1470      |
| 1956 | 1479      |
| 1965 | 1388      |
| 1975 | 1245      |
| 1985 | 919       |
| 1992 | 829       |
| 2001 | 709       |
| 2011 | 449       |
| 2021 | 367       |

В селото живеят 433 българи и 6 турци.

## Икономика
Дъскорезница, сушилня, магазини, ресторант и заведения. Най-много работни места дава местната ППК Задруга Бабово.

## Културни и природни забележителности
- От 2005 г. е започнал проект по възстановяване на блатата около селото. Мястото е обявено за природен парк „Калимок“ и обхваща обширна територия около селата Бабово и Бръшлен. В защитената зона може да се открие блатно кокиче, което е в червената книга на растителните видове. Преди години се е забелязвал и елен лопатар, който също е рядък вид, но няма скорошни сведения за появите му в областта.
- В селото има останки от тракийска гробница, която е ограбена по време на османската власт. Гробницата e запечатана.
- Паметник на загиналите бойци във Втората световна война.

## Религия
- Православно християнство

Черквата в селото „Света Троица” е построена през 1911 година. През 2011 година храмът отбелязва тържествено своята 100-годишнина.
Селото е част от Русенска епархия на Българската православна църква.

## Обществени институции
- Читалище и театрален салон, библиотека, ритуален дом.

## Редовни събития
Най-голямото събитие е селският събор, когато всички хора свързани със селото се връщат за да празнуват празника на селото. Той е на Свети Дух който се мени всяка година но е около началото на лятото.
Други големи празници за селото са Великден, Коледа, Нова Година, Гергьовден, Сирни заговезни, ден на Християнското семейство.
Фолклорният празник „Греяна ракия и зелева чорба от старовремската софра“ се провежда на 18 февруари всяка година...

## Личности
- Богдан Тодоров (р. 1946), български офицер, генерал-майор